# タシュケント地震
タシュケント地震 (タシュケントじしん、ロシア語: Ташкентское землетрясение、ウズベク語: Toshkent zilzilasi / Тошкент зилзиласи) は、1966年4月26日に起きた、ウズベク・ソビエト社会主義共和国の首都タシュケントを震源地とするM5.0の地震である。

## 概要
タシュケント地震は1966年4月26日 (現地時間)に起きた。マグニチュードは5.0と大規模地震ではなかったものの、震源が地下3 - 8kmと浅く、余震が1,000回以上続いたため首都タシュケントに大きな被害を及ぼした。10 - 12秒間に渡って強烈な揺れが続き、建築物の倒壊が起きた地域はタシュケント内約10km2に及んだ。10人が死亡、約1,000人が重軽傷を負った。負傷の原因としては、壁や屋根の倒壊によるものが10％、レンガや柱などの倒壊によるものが35％、残りの55％がパニック状態に陥り窓から飛び降りるなどの原因で負傷したものであった。
タシュケント地震では、多くの建物が倒壊したにもかかわらず、日本人捕虜のシベリア抑留者が強制労働で建設したナヴォイ劇場は無傷であり、市民達の避難場所としても機能した。
地震後、約36,000戸の住宅、公共建築物が倒壊し、78,000世帯、のべ300,000人の人々が住宅を失った。政府はソビエト連邦の援助を得て、地震前の建物を再現するのではなく新しい集合住宅を建築することを決定、3年半後にはタシュケントの街に10万戸の新しい集合住宅が建築された。現在のタシュケントの街並みは地震後の都市整備計画により決定されたものに大きな影響を受けている。また、この都市整備計画により、タシュケントの南西部にあったチランザール (Chilonzar) へも都市整備が拡大され、タシュケントは地震前より広い地域を治めることとなった。